# ايزيكيل هورتادو
ايزيكيل هورتادو (بالإسبانية: Ezequiel Hurtado)‏ (و. 1825 – 1890 م) هو سياسي من كولومبيا .
وهو عضو في الحزب الليبرالي الكولومبي .